# Leptotyphlops
Leptotyphlops is een geslacht van slangen uit de familie draadwormslangen (Leptotyphlopidae) en de onderfamilie Leptotyphlopinae.

## Naam en indeling
De wetenschappelijke naam van de groep werd voor het eerst voorgesteld door Leopold Fitzinger in 1843. Er zijn 21 soorten waarvan er zes pas zijn beschreven in 2007. De slangen werden eerder aan andere geslachten toegekend, zoals Stenostoma en Glauconia. De soorten Myriopholis tanae en Myriopholis nursii behoorden tot recentelijk ook tot dit geslacht.
De geslachtsnaam Leptotyphlops is afgeleid van de woorden dun (lepto) en blinde ogen (tuphlós + ṓps).

## Uiterlijke kenmerken
Alle soorten hebben een langwerpig en dun, cilindrisch lichaam. De kop is nauwelijks van de achterzijde te onderscheiden door de afgeronde snuit en het ontbreken van een insnoering. De ogen zijn sterk gedegenereerd en zijn te zien als twee donkere vlekjes onder de huid. De lichaamslengte is variabel, veel soorten worden ongeveer 15 tot 28 centimeter lang. De slangen hebben 165 tot 362 rijen schubben in de lengte aan de bovenzijde van het lichaam. Onder de staart zijn 16 tot 58 staartschubben aanwezig. De slangen hebben onopvallende kleuren zoals bruin, grijs of zwart.

## Levenswijze
De slangen leven grotendeels ondergronds en worden zelden gezien. Alleen bij hevige regenval komen ze bovengronds om niet te verdrinken. Op het menu staan kleine ongewervelden zoals mieren en termieten. Deze worden met snelle kaakbewegingen, tot drie per seconde, naar binnen gezogen. Om aan hun aanvallen te ontsnappen scheiden de slangen een geur af die lijkt op die van de mieren en termieten.
De vrouwtjes zetten twee tot zeven eieren af op de bodem. Deze worden soms in strengen afgezet.

## Verspreiding en habitat
De slangen komen voor in delen van Afrika en leven in de landen Angola, Namibië, Zuid-Afrika, Zambia, Soedan, Kenia, Tanzania, Mozambique, Oeganda, Swaziland, Congo-Brazzaville, Congo-Kinshasa, Burundi, Malawi, Zimbabwe, Ethiopië en Lesotho. De habitat bestaat uit droge savannen, scrublands, graslanden, droge tropische en subtropische bossen en vochtige tropische en subtropische bossen, zowel in laaglanden als in bergstreken. Ook in door de mens aangepaste streken zoals akkers en plantages kunnen de dieren worden aangetroffen.

## Beschermingsstatus
Door de internationale natuurbeschermingsorganisatie IUCN is aan veertien soorten een beschermingsstatus toegewezen. Negen soorten worden beschouwd als 'veilig' (Least Concern of LC), vier als 'onzeker' (Data Deficient of DD) en een soort als 'gevoelig' (Near Threatened of NT).

## Soorten
Het geslacht omvat de volgende soorten, met de auteur en het verspreidingsgebied.
| Naam                        | Auteur                    | Verspreidingsgebied                                          | Beschermingsstatus |
| --------------------------- | ------------------------- | ------------------------------------------------------------ | ------------------ |
| Leptotyphlops aethiopicus   | Broadley & Wallach, 2007  | Ethiopië                                                     | Niet geëvalueerd   |
| Leptotyphlops conjunctus    | Jan, 1861                 | Zuid-Afrika, Lesotho, Swaziland                              |                    |
| Leptotyphlops distanti      | Boulenger, 1892           | Zuid-Afrika, Mozambique, Swaziland                           |                    |
| Leptotyphlops emini         | Boulenger, 1890           | Soedan, Oeganda, Tanzania, Kenia, Congo-Kinshasa, Zambia     |                    |
| Leptotyphlops howelli       | Broadley & Wallach, 2007  | Tanzania                                                     |                    |
| Leptotyphlops incognitus    | Broadley & Watson, 1976   | Zambia, Malawi, Zimbabwe, Mozambique, Swaziland, Zuid-Afrika |                    |
| Leptotyphlops jacobseni     | Broadley & Broadley, 1999 | Zuid-Afrika                                                  |                    |
| Leptotyphlops kafubi        | Boulenger, 1919           | Congo-Brazzaville, Angola, Zambia                            |                    |
| Leptotyphlops keniensis     | Broadley & Wallach, 2007  | Kenia                                                        |                    |
| Leptotyphlops latirostris   | Sternfeld, 1912           | Congo-Kinshasa, Burundi                                      |                    |
| Leptotyphlops macrops       | Broadley & Wallach, 1996  | Kenia, Tanzania                                              |                    |
| Leptotyphlops mbanjensis    | Broadley & Wallach, 2007  | Tanzania                                                     |                    |
| Leptotyphlops merkeri       | Werner, 1909              | Kenia, Tanzania                                              |                    |
| Leptotyphlops nigricans     | Schlegel, 1839            | Zuid-Afrika, Soedan                                          |                    |
| Leptotyphlops nigroterminus | Broadley & Wallach, 2007  | Kenia, Tanzania                                              | Niet geëvalueerd   |
| Leptotyphlops pembae        | Loveridge, 1941           | Tanzania                                                     |                    |
| Leptotyphlops pitmani       | Broadley & Wallach, 2007  | Oeganda                                                      | Niet geëvalueerd   |
| Leptotyphlops pungwensis    | Broadley & Wallach, 1997  | Mozambique                                                   |                    |
| Leptotyphlops scutifrons    | Peters, 1854              | Angola, Namibië, Zuid-Afrika, Zambia                         |                    |
| Leptotyphlops sylvicolus    | Broadley & Wallach, 1997  | Zuid-Afrika                                                  |                    |
| Leptotyphlops telloi        | Broadley & Watson, 1976   | Mozambique, Swaziland                                        |                    |